# Emico Carlos, 2.º Príncipe de Leiningen
Emich Carlos, Principe de Leiningen (27 de setembro de 1763 – 4 de julho de 1814) foi um príncipe de Leiningen, e o primeiro marido de Vitória de Saxe-Coburgo-Saalfeld, a mãe da rainha Vitória do Reino Unido. 
Carlos nasceu em Dürckheim e era o quarto filho e único rapaz de Friedrich Wilhelm, Conde de Leiningen-Dagsburg-Hartenburg, mais tarde Frederico Guilherme, 1º Príncipe de Leiningen, e de sua esposa, a Condessa Christiane Wilhelmine Luise de Solms-Rödelheim e Assenheim.
No dia 3 de julho de 1779, o seu pai tornou-se príncipe do Sacro-Império Romano-Germânico e Carlos tornou-se príncipe herdeiro de Leiningen. Em 9 de janeiro de 1807 sucedeu ao seu pai como o segundo príncipe de Leiningen.
Emich Carlos casou-se pela primeira vez a 4 de julho de 1787 com Henriette Reuss-Ebersdorf, a filha mais nova de Henrique XXIV, Conde de Reuss-Ebersdorf e de sua esposa, a condessa Carolina Ernestina de Erbach-Schönberg. Tiveram um filho juntos:
- Friedrich Karl Heinrich Ludwig (1 de março de 1793 - 22 de fevereiro de 1800) - morreu na infância, aos seis anos de idade.

Henriette morreu dezoito meses após o filho, no dia 3 de Setembro de 1801, aos 34 anos de idade. Emich casou-se pela segunda vez a 21 de Dezembro de 1803, com uma sobrinha de sua falecida esposa, a princesa Vitória de Saxe-Coburgo-Saalfeld; era a quarta filha de Francisco de Saxe-Coburgo-Saalfeld e de sua esposa, a condessa Augusta Reuss-Ebersdorf (cunhada de Emich e irmã de sua falecida esposa Henriette). Ela deu-lhe mais dois filhos:
1. Carlos, 3° Príncipe de Leiningen (12 de setembro de 1804 - 13 de novembro de 1956) - casado em 1829 com a condessa Maria Klebelsberg (1806 - 1880), com quem teve dois filhos: Ernesto Leopoldo e Eduardo Frederico de Leiningen. Carlos sucedeu o seu pai como terceiro príncipe de Leiningen aos nove anos de idade, em 1814. Foi o único irmão da rainha Vitória do Reino Unido.
2. Feodora de Leiningen (7 de dezembro de 1807 - 12 de abril de 1860) - casada com Ernesto I, Príncipe de Hohenlohe-Langenburg (1794 - 1860), com quem teve seis filhos: Carlos Luís II de Hohenlohe-Langenburg, Elisa de Hohenlohe-Langenburg, Hermano Ernesto IV de Hohenlohe-Langenburg, Vítor de Hohenlohe-Langenburg, Adelaide de Hohenlohe-Langenburg, e Teodora de Hohenlohe-Langenburg .

Através de sua filha Feodora, Emich Carlos é ancestral direto da antiga família real da Alemanha (sua bisneta Augusta Vitória de Schleswig-Holstein casou com o kaiser Guilherme II da Alemanha, tornando-se a última imperatriz consorte do Império Alemão) e da atual família real da Suécia, sendo o rei Carlos XVI Gustavo da Suécia um descendente direto de Emich (trineto de Adelaide de Hohenlohe Langenburg, uma das três netas de Emich Carlos).
Emich Carlos faleceu em Amorbach a 4 de julho de 1814, e foi sucedido pelo seu segundo filho vivo.
A sua viúva veio a casar-se uma segunda vez com Eduardo Augusto, Duque de Kent e quarto filho do rei Jorge III do Reino Unido. Com ele teve uma segunda filha, a princesa Vitória de Kent que mais tarde se tornaria rainha do Reino Unido. Curiosamente, por ter sido casado em primeiras núpcias com uma tia-avó da rainha Vitória,  Emich foi seu tio-avô por casamento, e depois primeiro marido de sua mãe Vitória de Saxe-Coburgo-Saalfeld.